# Welcome to Sexy Zone
『Welcome to Sexy Zone』（ウェルカムトゥーセクシーゾーン）は、2016年2月24日にポニーキャニオンから発売されたSexy Zoneの4作目のオリジナルアルバム。

## 概要
前作「Sexy Power3」から約11ヶ月振りとなるオリジナル・アルバム。
アルバムにはシングル曲「Cha-Cha-Cha チャンピオン」「カラフル Eyes」のほか、中島、菊池、佐藤のソロ曲やユニット曲などが収録されている。
初回生産限定デラックス盤、通常盤、Sexy Zone Shop盤の3種類で発売された。

## 収録曲
ジャニーズ事務所公式サイトの紹介ページ

### CD
※シングル・カップリング曲の詳細はそのページを参照。

#### 通常盤・Sexy Zone Shop盤
1. Welcome to Sexy Zone（Introduction）-Inst.-
作曲・編曲：生田真心
2. 24-7 〜僕らのストーリー〜
作詞：Emi K.Lynn　作曲：Samuel Waermo/Susumu Kawaguchi　編曲：生田真心
  - 本作のリードトラック

後に1stベストアルバム「Sexy Zone 5th Anniversary Best」にも収録された。
3. Celebration!
作詞：Emi K.Lynn　作曲：Susumu Kawaguchi/Joakim Bjornberg/Christofer Erixon/CHOKKAKU　編曲：CHOKKAKU
後に1stベストアルバムにも収録された。
4. Cha-Cha-Cha チャンピオン - 中島健人・菊池風磨・佐藤勝利
作詞：岩里祐穂　作曲：Fredrik"Figge"Bostrom　編曲：石塚知生
  - 9thシングル
5. Love Confusion
作詞：松井五郎　作曲：馬飼野康二　編曲：船山基紀
後に1stベストアルバムにも収録された。
6. Electric Shock - 中島健人・菊池風磨
作詞：ケリー　作曲・編曲：Jan Andersson/Peter Heden
7. Last winter's night - 佐藤勝利
作詞：佐藤勝利　作曲：星村麻衣　編曲：林田裕一
8. Sweety Girl - 松島聡・マリウス葉
作詞：MiNE　作曲：Susumu Kawaguchi/Joakim Bjornberg/Christofer Erixon　編曲：Susumu Kawaguchi
9. Make my day
作詞：三浦徳子　作曲：Susumu Kawaguchi/Joakim Bjornberg/Christofer Erixon　編曲：生田真心
  - 10thシングルカップリング

カップリング曲がアルバムに収録されるのは自身初。
10. 誰にも解けないミステリー
作詞・作曲：森大輔　編曲：石塚知生
11. But... - 菊池風磨
作詞：菊池風磨　作曲：Tommy Clint/Christofer Erixon/MiNE 編曲：Tommy Clint
12. Mr.Jealousy - 中島健人
作詞：中島健人　作曲・編曲：mOnSteR nO.9/Jo Hee
13. Easy come! Easy go! Easy love!
作詞：三浦徳子　作曲：Jovette Rivera/Maiko Kawabe Rivera　編曲：鈴木Daichi秀行
14. カラフル Eyes
作詞：久保田洋司　作曲：Andreas Ohrm/Henrik Smith/Andreas Oberg　編曲：船山基紀
  - 10thシングル
15. フレンド
作詞：zopp　作曲：Takuya Harada/STEVEN LEE　編曲：石塚知生
16. New Day - 中島健人・佐藤勝利
作詞：Komei Kobayashi　作曲・編曲：STEVEN LEE
17. You're the only one - 菊池風磨・松島聡・マリウス葉
作詞：菊池風磨/松島聡/マリウス葉　作曲：Mats Ymell/Joakim Brunstrom/Takeru Sasaki/Thomas Reil/Jappe Reil　編曲：GRP

#### 初回生産限定デラックス盤
1. Welcome to Sexy Zone（Introduction）-Inst.-
2. 24-7 〜僕らのストーリー〜
3. Celebration!
4. Cha-Cha-Cha チャンピオン - 中島健人・菊池風磨・佐藤勝利
5. Love Confusion
6. Electric Shock - 中島健人・菊池風磨
7. Last winter's night - 佐藤勝利
8. Sweety Girl - 松島聡・マリウス葉
9. Make my day
10. 誰にも解けないミステリー
11. But... - 菊池風磨
12. Mr. Jealousy - 中島健人
13. Easy come! Easy go! Easy love!
14. カラフル Eyes
15. フレンド
16. 無邪気な時間は過ぎやすく - 中島健人・菊池風磨・佐藤勝利
作詞：久保田洋司　作曲：萩原和樹　編曲：松本良喜

### DVD
※初回生産限定デラックス盤のみ
1. 「24-7 〜僕らのストーリー〜」Music Clip
2. Making of「24-7〜僕らのストーリー〜」Music Clip
3. 「Make my day」Image Clip
4. Making of Jacket Shooting
5. 祝5周年突入企画！4年でたまった煩悩を祓え！壮絶Sexy寺修行！？

## 特典

### 初回生産限定デラックス盤
- Special Photo Book（20P）
- プレゼント・エントリーカードA

### 通常盤
※初回プレス仕様のみ
- チェンジング・ジャケット［ソロ5種のうち1種］
- プレゼント・エントリーカードB
- ピクチャーレーベル

### Sexy Zone Shop盤
※は初回分のみ
- プレゼント・エントリーカードC※
- 「Welcome to Sexy Zone」オリジナル・マフラータオル